# Can Planes (les Corts)
Can Planes, també anomenada Can Freixes, és una masia situada entre l'avinguda de Joan XIII i el carrer de la Maternitat de Barcelona, catalogada com a bé cultural d'interès local. El 1979 s'hi va instal·lar la residència i el camp d'entrenament del futbol base del Futbol Club Barcelona, anomenat La Masia, que hi va romandre fins al 2011, quan es va traslladar a la Ciutat Esportiva Joan Gamper de Sant Joan Despí.

## Història
Al segle xvii, el pagès Pere Planes posseïa unes terres en aquest indret. El seu fill Magí Planes i Lató es va casar en segones noces amb Margarida Parellada, i el 1702, l'hereu Magí emprengué les obres de reconstrucció de la masia, tal com figura a la dovella central del portal principal. Es va casar amb Francesca Oriol, pubilla de Ca n'Oriol de Sant Martí de Provençals i hi anaren a viure, deixant el mas de les Corts en mans de masovers.
La masia fou protagonista d'una curiosa anècdota en una data indeterminada entre 1843 i 1847, quan el general Manuel Pavía y Lacy era cap polític (governador civil) interí de Barcelona i fou sorprès per una patrulla carlina. Aleshores, els masovers (que pertanyien a una de les branques de la família Piera) el vestiren de pagès i el feren pujar a una olivera. Quan els carlins s'hi atansaren i preguntaren pel general, els Piera respongueren que no l'havien vist i que només hi eren ells i el mosso dalt de l'olivera. Aleshores, els carlins marxaren i el general va poder fugir, i en agraïment, concedí als nois de la casa l'exempció del servei militar, privilegi que conservaren fins al 1936.
En un plànol de la dècada de 1870, la masia apareix com a Can Freixes, cognom dels masovers.

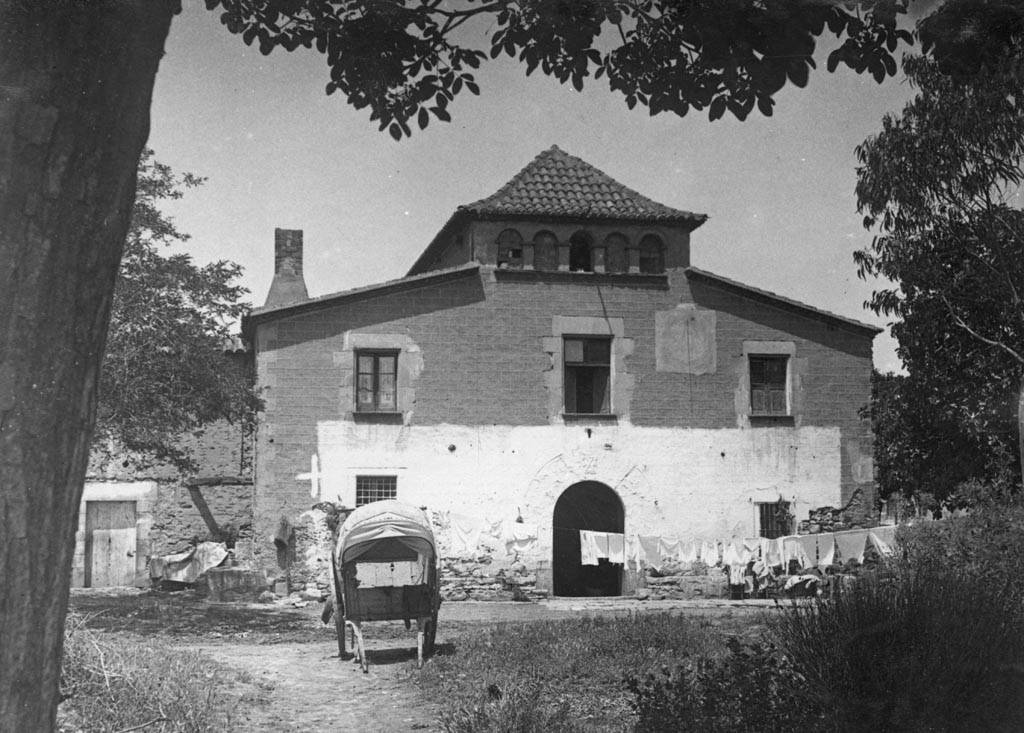
Can Planes el 1925

L'últim propietari de la nissaga fou Francesc Planes Buera, president del Consell d'Administració del Banco Central, que el 19 de desembre del 1950 vengué la masia al Futbol Club Barcelona, representat per Agustí Montal i Galobart i Enric Martí i Carreto, per 6 milions de pessetes. En el curs de les obres del Camp Nou, va servir com a taller de confecció de les maquetes i lloc de reunions i treball d'arquitectes i constructors, i també com a local de recepció d'autoritats. Després de romandre tancada uns anys, en el mandat d'Enric Llaudet es procedí a fer-hi unes obres de restauració, i el 26 de setembre del 1966 passà a alllotjar la seu social i oficines del club, fins aleshores a la Via Laietana.
El 1978, amb Josep Lluís Núñez com a president, la seu fou traslladada al costat del Palau de Gel, i el 20 d'octubre del 1979 s'hi va inaugurar la residència de joves jugadors, traslladada el 30 de juny del 2011 a la Ciutat Esportiva Joan Gamper de Sant Joan Despí. Des de l'aleshores, la masia ha romàs sense ús, i el 25 d'abril del 2025, el ple de l'Ajuntament de Barcelona va aprovar el «Pla especial urbanístic integral per a l'ordenació del subàmbit D 'La Masia' de la Modificació de PGM en l'àmbit dels terrenys del Futbol Club Barcelona al districte de Les Corts», que preveu rehabilitar-la com a seu del club, tot i que hi ha en marxa una investigació per una presumpta destrucció de patrimoni arran d'unes obres.

## Descripció
És un edifici aïllat de planta rectangular, tres cossos i estructura basilical, fet d'obra de maçoneria arrebossada amb embigat de pi i grans carreus de pedra en portes i finestres. La façana principal s'estructura en tres eixos d'obertures, corresponent el central al portal adovellat d'arc de mig punt, que presenta a la dovella central l'escut de Santa Eulàlia, copatrona de Barcelona, flanquejat per les inicials PS i la inscripció LA ÑY 1702. A banda i banda s'obren dues finestres enreixades, i al pis principal hi ha tres finestres més grans, entre les quals hi ha un rellotge de sol. El cos central té unes golfes amb una galeria d'arcs de mig punt, rematada per una teulada a quatre vessants, mentre els cossos laterals tenen cobertes a una vessant.
Originàriament, el cos central estava unit a ponent amb una construcció de dues plantes, coberta amb una teulada d'una vessant però amb un potent ràfec i una porta de llinda i petites finestres quadrades, datada vers el 1650 i que possiblement correspondria al mas antic. Amb el temps s'hi afegiren altres annexos destinats a quadres, pallissa i magatzem, que foren enderrocats durant les obres de rehabilitació. Aquestes es degueren fer als anys 1960, quan la masia fou destinada a les oficines del club, i se li va afegir un cos o galeria de planta baixa i pis per la banda de ponent. Altres canvis afectaren l'accés al soterrani, utilitzat com a rebost i situat sota la cuina i una part del jardí adjacent, així com la conversió en dormitoris del que havien estat les golfes.